# Кокос (лагуна)
Лагуна Кокос (англ. Cocos Lagoon) — небольшая лагуна, окружённая неполным коралловым атоллом, примыкающим к юго-западному побережью Гуама (США). Расположена недалеко от деревни Меризо.

## Описание
Лагуна имеет треугольную форму, южный край лагуны простирается на 8,9 км с востока на запад, её максимальная ширина — 4,4 км с севера на юг, площадь более 10 км². Глубина в центре лагуны достигает 12 м.
Лагуна отделена от океана рядом окаймляющих рифов и барьерных островов. Острова Кокос (самый крупный в атолле) и Бейб-Айленд расположены на южной части барьерного рифа Меризо и отделяют лагуну от Тихого океана на юге. На востоке лагуна Кокос отделена от рифа Аханг узким каналом Манелл, который ведет к заливу Ачанг. На северо-западе пролив Мамаон отделяет лагуну Кокос от главного острова Гуам и позволяет добраться на лодке до Меризо. К юго-востоку от канала, до залива Ачанг непосредственно примыкает к основному острову Гуам. Вдоль западной стороны барьерный риф местами обнажён, но не образует островов.
Эта живописная лагуна — популярное место среди любителей активного отдыха, включая рыбалку, катание на лодках и дайвинг. Она является важным ресурсом для рыболовов, ведущих натуральное хозяйство. Морской заповедник Achang Reef Flat Marine в северо-восточном углу лагуны — это охраняемая территория с пышными окаймляющими рифами и морскими травами, а также множеством видов морских черепах, рыб, беспозвоночных, морских трав и нескольких акул.
В 1969—1973 годах в лагуне проводился эксперимент по привлечению рыб, когда на дно лагуны поместили два искусственных рифа из старых покрышек (самый крупный был составен из 2 482 покрышек). Однако это не привело к увеличению рыбной популяции лагуны.